# Фрула
Фрула (од мађ. furulya; енгл. pipe) је дувачки аерофони инструмент који се прави од једног комада дрвета, најчешће шљиве и дрена, пошто се то дрво најлакше буши.
Фрула је једноставни народни инструмент цилиндричног облика, сличан уздужној флаути. Горњи крај цеви је равно засечен и делимично је затворен чепом, испод којег је на полеђини урезан четвртасти отвор са оштрим бридом. На њему је 6 отвора за свирање, којима се у новије време на инструментима мањих димензија придружује и 7. отвор на полеђини.
Свирање на фрули, као домен усмених традиција и израза, односно извођачких уметности, присутно је међу становништвом на целој територији Србије. Због тога је фрулашка пракса уврштена у Национални регистар Нематеријалног културног наслеђа Србије.

## Опис инструмента
Састоји се из чепа (данце) којим је инструмент затворен са горње стране (не у потпуности с обзиром да му је одсечен један уздужни део да би омогућио пролаз ваздуха кроз цев свирале). Принцип добијања тона је такав да се дувањем узана ваздушна струја из свирачевих уста се управља у уски прорез (писак или лабину), где се разбија о оштру ивицу и долази до треперења услед дељења ваздушног млаза на усни. Отуда се фрула убраја у лабијалне инструменте (лат. labea - усна).
На полеђини инструмента налази се отвор са оштрим бридом који се назива ветрило (гласница или прозорче), које сече ваздух стварајући тон. На дну свирале налази се рупа која се назива одушка. На предњој страни свирале налази се шест рупа које се покривају прстима и једна на полеђини помоћу којих можемо извести седам тонова у две октаве (најчешће тонови дурске лествице, а по могућности молске).
Израда данашњих фрула постала је права мајсторија. Савремени градитељи израђују фруле различитих величина и штимова, кристално јасног тона и интонације. Градитељи фруле често украшавају резбаријама, шарама у боји и бакарном жицом или гвозденим обручима.

## Израда фруле
За израду фруле користе се различите врсте дрвета. Најчешће је то шљива, дрен, багрем, јасен, зова, шимшир, врба, јавор, липа, трешња, јоргован, дивља крушка, дивља јабука, клен, дуд, туја, граб и сл.
Веома је важна и старост дрвета. Што је дрво старије, боље је за ову намену. Најчешће се користи дрво старо 20 година, а код врста које споро расту (какав је дрен) стабло се сече после најмање 30. година. Одабир дрвета се врши у јесен, али може све до марта, у време када за биљке наступа период мировања, па не пуштају сокове и не напада их жижак. Као материјал за израду фрула бирају се стабла која расту на јужној, осунчаној страни и на сиромашној подлози. Никако се не бирају стабла која расту на плодном земљишту.
Дрво се суши природно најмање пет година. Дужина сушења зависи од врсте дрвета, то је време потребно да се оно на природан начин ослободи вишка влаге. После сушења приступа се изради која је највећим делом ручна. Сваком примерку се посвећује посебна пажња. Приликом израде нарочито се води рачуна да инструмент поред лепог звука и изгледа буде лак за свирање.

## Историјат
За фрулу важи да је мајка свих музичких инструмената. Ако се изузму удараљке, може се сматрати најстаријим музичким инструментом. Многи народи у својој традицији имају фрулу у неком облику. За њен настанак и развој везане су многе легенде (приче, бајке, басне, музичка дела). 
Једна од њих говори да је прву фрулу одсвирао ветар на сломљеној трсци. Човек је затим само опонашао природу.
Инструменти слични фрули били су познати још најстаријим народима. С обзиром да су се једноставно и лако градили. Свака трска и стара шупља кост могла је послужити за прављење овог инструмента. Дувачки инструменти били су познати у Египту (две растављене свирале, док је дуга једнострука свирала била веома ретка). Свирала је тада била женски, а труба мушки инструмент, коришћен у војним процесијама. Један од најстаријих помена диаулоса (двоструке свирале) налази се у Хомеровој Илијади, мада је овај инструмент био познат Грцима већ неколико векова пре Хомеровог доба.

## Фрула у Србији
Фрула је најтипичнији и најраспрострањенији дувачки инструмент у музичкој пракси Србије. Иако се у новије време популарно именује као фрула, овај инструмент познат је под старијим називима. У областима западне и централне Србије инструмент је познат и каосвирала или свиројка и свиралче или свирајче, сагласно већим или мањим димензијама инструмента, док га у традицији источних и јужних српских крајева знају као дудук и дудуче. Широкој распрострањености и великој популарности фрулашке праксе у Србији, допринело је не само лако овладавање извођачким вештинама, већ и могућности широког коришћења - као пастирски инструмента, али је и део разноврсних народних празновања и окупљања, као пратња песми и игри. Подршку свирању на фрули дају и градитељи инструмената који, као појединци или у оквиру специјализованих радионица, чувају занатске вештине израде фруле.
Још у средњовековној Србији свирач који свира на свирали називао се свирац или свиралник, и ти називи су се доводили у везу искључиво са свиралом (фрулом, флаутом). Сви свирачи у то време били су скомраси (путујући музичари) и требало је да забаве присутне. Црква овај инструмент није подржавала, нити је било одобравано плесање и певање. Зато су доношене забране свирања свирале, као и свих видова световне забаве, а свирале су се (поред гусала) сматрале средством „ђаволске обмане”.
У многим крајевима Србије на фрули и двојницама свирали су пастири чувајући своја стада. Фрула се користи и дан-данас као народни инструмент. Фрулашка пракса, као домен усмених традиција и израза, односно извођачких уметности, присутна је међу становништвом на целој територији Србије.
У народној музичкој пракси одувек су постојали ансамбли различитог састава. Код старијих састава ансамбли су имали два до три извођача, а у 20. веку јављају се сложенији ансамбли, по узору на европске, који имају већи број извођача. У Србији су најпопуларнији дувачки ансамбли, који се деле на лимене (тзв. блех) дувачке и фрулашке. Фрулашки ансамбли су најчешћи у североисточној Србији. Сачињава их три до четири фрулаша, који свирају фруле различите величине, уз обавезну ритмичку пратњу, најчешће бубња. Карактеристична свирка за ове ансамбле је у паралелним октавама.
Колико је овај инструмент популаран и колико се фрулашка традиција до данас очувала у Србији најбоље сведоче бројне манифестације посвећене фрули (село Јагњило код Младеновца), Дани Саве Јеремића (Ражањ), сабори фрулаша (Лелић код Ваљева, Прислоница код Чачка), такмичења фрулаша (село Иђош код Кикинде), Фрула фест (Крушевац).

### Познати српски фрулаши
Без обзира на крајњу једноставност овог инструмента, бројни свирачи код нас и у нашој ближој околини на фрули постижу запањујући уметнички ниво музицирања и виртуозитета.
Познати српски фрулаши су Адам Милутиновић, Сава Јеремић, Тихомир Пауновић, Веља Кокорић, Боривоје Тодоровић, Бора Дугић, Слободан Вукићевић, Спасоје Јовић, Андрија и Томислав Бајић, познатији као Браћа Бајић, Раде Јовановић, Митар Васић и други.

## Нематеријално културно наслеђе Србије
Фрулашка пракса, као домен усмених традиција и израза, односно извођачких уметности, присутна је међу становништвом на целој територији Србије и уврштена је у Национални регистар нематеријалног културног наслеђа Србије.

## Фрула у митологији
У грчкој митологији и култури посебно и значајно место заузима Панова фрула. Према предању, фрулу је изумео Пан, персонификација пастирског живота, који је првобитно био полуживотиња-получовек, а касније се сматрао богом пећина и гајева. Пан је фрулом увесељавао богове, нимфе, људе и животиње. У народној бајци "У цара Тројана козје уши", коју је забележио Вук Стефановић Караџић, помиње се фрула направљена од трске, која је израсла на ономе месту на коме је берберин поверио земљи своју тајну.
Фрула је као народни, фолклорни инструмент присутна и у српским народним обичајима и веровањима. Тако се, на пример, сматра да када се засвира у магичну фрулу, чак и покојници устају из гроба да заиграју. На звук фруле крећу се кола без запрежне стоке и тада се окупљају ђаволи и нечиста сила. Када чобанин засвира у фрулу, козе заиграју. Постоји и предање о крилатом човеку који је изашао из језера, засвирао у свиралу, шарену као највећа змија, па су се камење и грање зањихали. Забележена је и легенда о детету које је свиралом ударило црну мачку на буњишту, па у тај час постало хромо.

## Фрула у изрекама и пословицама
У српском су језику бројне изреке и пословице у којима је централна лексема фрула:
- Последња (девета или задња) рупа на свирали – безвредна ствар или неважна особа
- Дувати у исти дудук – исто мислити са неким
- Засвирај, али и за појас задени - значи ’знати меру’
- Један од назива за фрулу, дудук, има у српском језику и фигуративно значење ’глуп човек’.